# Сарди, Паоло
Паоло Сарди (итал. Paolo Sardi; 1 сентября 1934, Рикальдоне, королевство Италия — 13 июля 2019) — итальянский куриальный кардинал. Титулярный епископ Роземаркье с 10 декабря 1996 по 20 ноября 2010. Нунций со специальными обязанностями с 10 декабря 1996 по 23 октября 2004. Вице-камерленго Святой Римской Церкви с 23 октября 2004 по 10 ноября 2010. Про-патрон Суверенного военного гостеприимного ордена Святого Иоанна, Иерусалима, Родоса и Мальты с 6 июня 2009 по 30 ноября 2010. Патрон Суверенного военного гостеприимного ордена Святого Иоанна, Иерусалима, Родоса и Мальты (2009—2014). Кардинал-дьякон с титулярной диаконией Санта-Мария-Аусилиатриче-ин-виа-Тусколана с 20 ноября 2010.

## Ранние годы и образование
Родился в Рикальдоне, небольшой деревушке в Пьемонте, в епархии Акви, королевство Италия. Его отец был фермером, а мать учительницей в начальной школе.
После окончания начального образования в своей родной деревне, он поступил в Малую семинарию в Акви для получения своего среднего образования. После этого он поступил в Высшую духовную семинарию в Турине; с октября 1954 года, он изучал теологию и философию в Папском Григорианском университете в Риме и получил степень лиценциата богословия в 1958 году; позднее, он изучал каноническое право в том же университете и получил докторантуру по этой дисциплине в 1963 году. Затем он изучал юриспруденцию в Католическом университете Святого Сердца в Милане.

## Священство, работа на дипломатической службе Святого Престола
Паоло Сарди рукоположен в священника 29 июня 1958 года. С 1963 года он преподавал нравственное богословие на богословском факультете епархии Акви, а позднее преподавал ту же дисциплину на богословском факультете в Турине до 1976 года, когда он был призван в Ватикан, чтобы работать в Государственном секретариате Ватикана.
30 июля 1978 года, отец Сарди был назначен капелланом Его Святейшества. 24 декабря 1987 года монсеньор Сарди был назван Почётным прелатом Его Святейшества. В 1992 году он был назначен вице-асессором Государственного секретариата Ватикана, а в 1997 году, он был назначен асессором.

## Епископ и работа в Римской курии
10 декабря 1996 года монсеньор Сарди избран титулярным архиепископом Сутри и назначен апостольским нунцием со специальными обязанностями. Посвящён в епископа 6 января 1997 года, в патриаршей Ватиканской базилике, Папой римским Иоанном Павлом II, при содействии соконсекраторов Джованни Баттиста Ре — титулярного архиепископа Весковьо, заместителя Государственного секретаря Святого Престола и Мирослава Стефана Марусина — титулярного архиепископа Кади, секретаря Конгрегации по делам Восточных Церквей.
Своим епископским девизом архиепископ Сарди избрал Caritas omnia sustinet (рус. Любовь все переносит). Назван вице-камерленго Святой Римской Церкви 23 октября 2004 года. В 2005 году он стал кавалером Большого креста ордена «За заслуги перед Итальянской Республикой». Назначен про-патроном Суверенного военного гостеприимного ордена Святого Иоанна, Иерусалима, Родоса и Мальты 6 июня 2009 года.

## Кардинал
Возведён в сан кардинала-дьякона на консистории от 20 ноября 2010 года; получил красную биретту и титулярной диаконией Санта-Мария-Аусилиатриче-ин-виа-Тусколана в тот же день. Назначен патроном Суверенного военного гостеприимного ордена Святого Иоанна, Иерусалима, Родоса и Мальты 30 ноября 2010 года. Покинул должность вице-камерленго Святой Римской церкви 22 января 2011 года.
Участник Конклава 2013 года, на котором был избран Папа Франциск.
19 декабря 2013 года подтвержден членом Конгрегации по канонизации святых. 29 марта 2014 года кардинал Сарди был утвержден членом Конгрегации по делам институтов посвящённой жизни и обществ апостольской жизни.
1 сентября 2014 года кардиналу Паоло Сарди исполнилось восемьдесят лет и он потерял право на участие в Конклавах.
8 ноября 2014 года покинул пост патрона Суверенного военного гостеприимного ордена Святого Иоанна, Иерусалима, Родоса и Мальты.
Кардинал Сарди скончался 13 июля 2019 года, в возрасте 84 лет, в римской клинике Джемелли после продолжительной болезни.